# Stringer Automobile Company
Stringer Automobile Company war ein US-amerikanischer Hersteller von Automobilen.

## Unternehmensgeschichte
John W. Stringer kündigte 1899 seine Tätigkeit als Superintendent bei der Marion Manufacturing Company. Daraufhin entwickelte er noch im gleichen Jahr Kraftfahrzeuge. Im Februar 1900 gründete er zusammen mit Horatio Chisholm und James H. Leonard das Unternehmen in Marion in Ohio. Danach begann die Vermarktung. Der Markenname lautete Stringer. 1902 endete die Produktion, als das Geld ausging.

## Fahrzeuge
1899 entstanden Prototypen eines Elektroautos und eines Fahrzeugs mit Ottomotor.
Im Sommer 1900 erschien ein Dampfwagen. Er hatte einen Dampfmotor mit vier Zylindern. Im Dezember 1900 folgten Benzinautos. Beide Antriebsarten standen bis zur Produktionsaufgabe im Sortiment. Eine Abbildung zeigt einen Dampfwagen als zweisitzigen Runabout.